# Where the North Begins (film 1923)
Where the North Begins è un film del 1923, diretto da Chester M. Franklin e Millard Webb. 

## Trama
Il cane Rin Tin Tin, un pastore tedesco, è stato portato, ancora cucciolo, dall'Europa all'Alaska dopo la guerra e, mentre viene trasportato su una carovana di slitte verso un trading post sede di una agenzia di una compagnia dedita al commercio di pelli, viene perso; da allora sarà allevato da un branco di lupi.
Nell'insediamento dove si trova il trading post Gabriel Dupré è appena tornato dalla fidanzata Felice McTavish dopo un viaggio nella natura subartica, portandole niente di meno che un neonato, figlio di un compagno di Gabriel che aveva perso la vita a Skagway. Il locale agente della compagnia commerciale, Shad Galloway, incarica Gabriel, l'unico in grado di affrontare il periglioso viaggio invernale attraverso il Caribou Pass, di trasportare un prezioso carico di pellame. Il disonesto Galloway, tuttavia, assolda anche uno dei suoi compagni di crimine, un uomo detto "la volpe", perché preceda Gabriel, gli rubi le pelli e lo uccida.
L'incarico della "volpe" si compie solo a metà: il sicario sottrae il pellame, ma riesce soltanto a ferire Gabriel, che trova riparo, mezzo assiderato, in una conca del terreno. Qui compare Rin-Tin-Tin che, avvistata l'inusuale possibile preda, dopo averla contesa ai lupi, fa per avventarlesi contro, ma poi, come obbedendo ad una pulsione canina atavica, desiste dall'attacco, e, anzi, comincia ad accompagnarsi al ferito, difendendolo. Quando la "volpe", messe al sicuro le pelli, torna per completare la missione, Rin Tin Tin lo mette in fuga, impadronendosi di un brandello di un suo indumento.
Tornato all'insediamento, la "volpe" diffonde la notizia della morte di Gabriel, ma questi, ripresosi lentamente, sempre in compagnia del cane, torna inaspettato da Felice, dove Gabriel nota che il cane dà qualche segno di gelosia nei confronti del bambino. Galloway non può comunque esimersi, per non smascherarsi, dall'indire un'inchiesta: Gabriel viene interrogato dalle autorità, e riferisce di non avere visto la persona che ha attentato alla sua vita, ma si dice sicuro che Rin Tin Tin possa riconoscerlo. Infatti di lì a poco il cane, appunto, si accanisce sulla persona della "volpe", che nessuno per ora sospetta, al punto che Galloway, dichiarando Rin Tin Tin pericoloso ed inaffidabile, vorrebbe farlo abbattere. Come estrema misura, Galloway incarica la "volpe" di nascondere le pelli a casa di Gabriel, mentre egli avvertirà la polizia.
La "volpe" penetra a casa di Gabriel, dove si trova il bambino accudito da una donna inuit. Scoperto, la "volpe" attacca la donna, ma viene ferito gravemente da Rin Tin Tin e si allontana, mentre la donna e il bambino si rifugiano a casa di Felice. Entra Gabriel, e, viste le tracce di sangue sugli indumenti del bambino nella casa deserta e a soqquadro, si convince, incredulo e dolente, che Rin Tin Tin abbia ucciso il piccolo, e lo percuote. Arriva Galloway con la polizia: Gabriel spiega che il cane avrebbe ucciso il bambino, e sta per abbatterlo, con soddisfazione di Galloway, quando entra Felice e spiega la realtà della situazione. Intanto Rin Tin Tin, incolpevole e profondamente deluso dal suo rapporto con gli umani che non hanno fiducia in lui, si allontana nella foresta. Si ritrovano le pelli a casa di Gabriel, ma nello stesso tempo compare la "volpe" in fin di vita, che confessa tutto.
Mentre Galloway viene arrestato, Gabriel e Felice escono nella foresta, dividendosi in cerca di Rin Tin Tin. Gabriel lo trova e a fatica riesce a riguadagnare l'amicizia del giustamente malfidente cane. Ma Galloway è fuggito a cavallo, si imbatte in Felice e la rapisce, tramortendo Gabriel. È ancora Rin Tin Tin a liberare Felice e ad ingaggiare una lotta con Galloway, che, alla fine dello scontro, cade da una rupe perdendo la vita.
Gabriel, Felice e il bambino, ora felicemente riuniti, si chiedono come mai Rin Tin Tin non si sia fatto più vedere per qualche tempo. In quella il cane entra in casa, seguito da otto cuccioli e da una cagna.

## Produzione

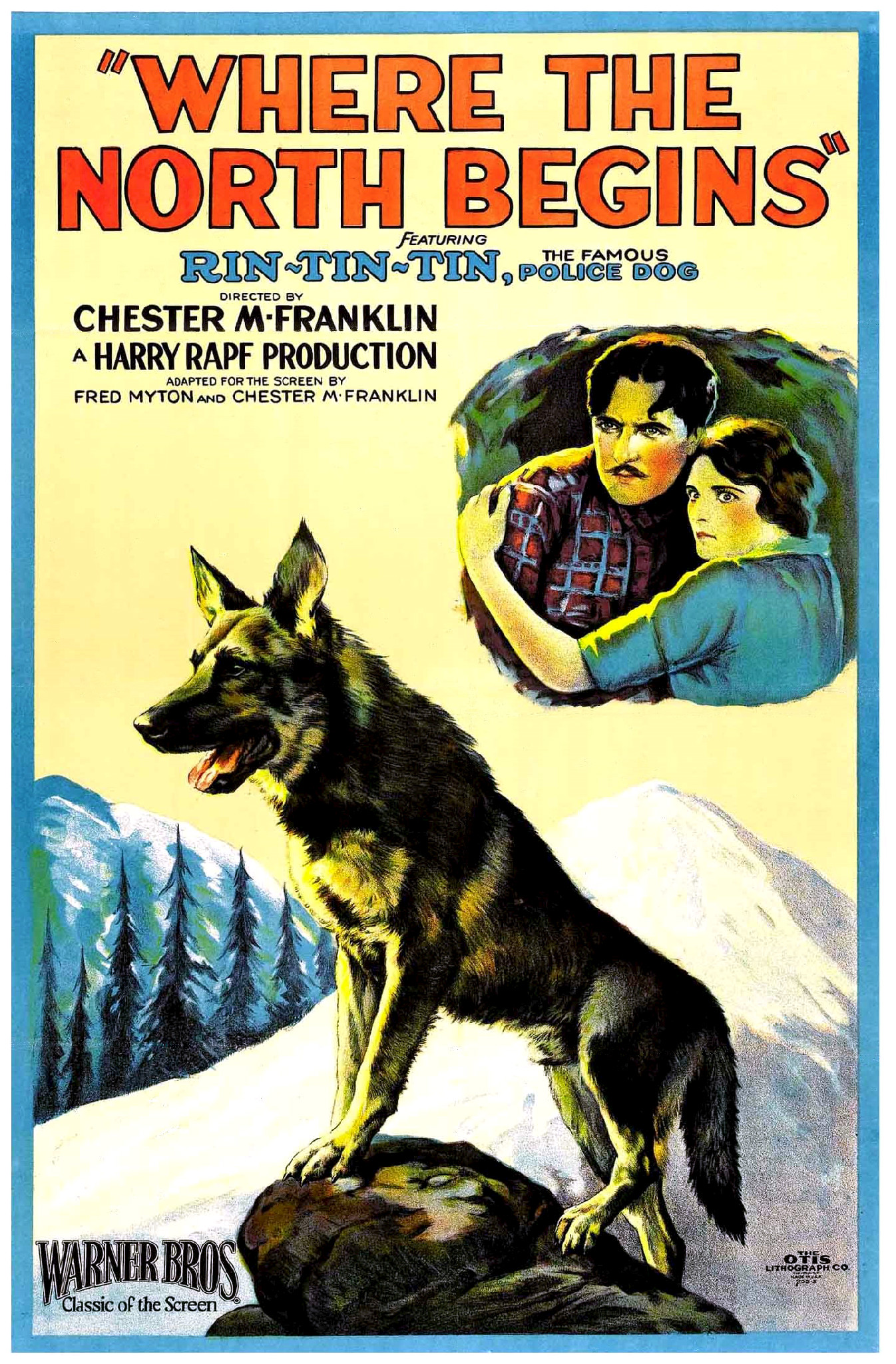
Locandina del film

Where the North Begins è il terzo film interpretato dalla star canina Rin Tin Tin.
La Warner Bros. decise di investire 100000 $ nella realizzazione della sceneggiatura concepita da Lee Duncan, proprietario ed addestratore di Rin Tin Tin. Il regista Chester Franklin girò gli esterni in Canada ma produsse materiale in eccesso e sforò abbondantemente il budget. Durante lo sviluppo dei negativi a Hollywood gli esecutivi della Warner si resero conto che, nonostante la bellezza delle scene naturali, il materiale si allontanava sensibilmente dalla sceneggiatura, per cui ingaggiarono Millard Webb per girare altre scene più rispondenti al soggetto. Lewis Milestone, allora incaricato del montaggio, notando le incongruenze nate dai lavori non coordinati dei due registi, cercà di sottrarsi al compito di montare un film che, a suo parere, era irrimediabilmente votato all'insuccesso. Convinto tuttavia dal produttore Harry Rapf, Milestone ottenne che ad assisterlo nella sala di montaggio fosse presente lo sceneggiatore Julien Josephson: in un accurato lavoro di qualche mese i due riuscirono ad assemblare il film con una qualche coerenza narrativa.
Il film è attualmente di pubblico dominio.

## Accoglienza
Secondo la Warner Bros. il film, uscito il 1 luglio 1923, ha incassato 396000 $ negli Stati Uniti e 45000 $ all'estero.